# Хайнрих (Мекленбург-Щаргард)
Вижте пояснителната страница за други личности с името Хайнрих.
Хайнрих фон Мекленбург-Щаргард Стари (на латински: Heinrich von Mecklenburg-Stargard, „der Ältere“; * ок. 1400/пр. 1412, Щаргард; † между 26 май и 20 август 1466) е от 1417 до 1466 г. управляващ херцог на Мекленбург-Щаргард с Нойбранденбург (1417 – 1436), от 1438 г. на Щаргард, Щрелиц и Везенберг, 1436 г. съ-наследник на княжество Верле-Гюстров. Наричан е „Стари“, за да се различава от херцог Хайнрих IV фон Мекленбург.

## Живот
Той е вторият син на херцог Улрих I фон Мекленбург-Щаргард († 1417) и втората му съпруга Маргарета от Померания-Щетин († сл. 1417), дъщеря на херцог Свантибор III от Померания-Щетин († 1413) и Анна фон Хоенцолерн-Нюрнберг († ок. 1413). По-големият му брат Албрехт II († 1421/1423) е херцог на Мекленбург-Щаргард-Неубранденбург (1417 – 1423).
Хайнрих управлява в началото под опекунство в Нойбранденбург. През 1436 г. той наследява с братовчед му Йохан III, херцог на Мекленбург-Щаргард, и Хайнрих IV, херцог на Мекленбург-Шверин, господството Верле. След смъртта на Йохан III той отново владее сам цялото Херцогство Мекленбург-Щаргард.
Хайнрих е смятан за войнствен владетел и на съседите като крадец. Той умира 1466 г. и е погребан във Ванцка.

## Фамилия
Първи брак: през 1427 г. с Юта фон Верле († сл. 1427), дъщеря на Николаус V фон Верле († 1408) и София фон Померания-Волгаст († 1408). Бракът е бездетен.
Втори брак: пр. октомври 1428 г. с принцеса Ингеборг (Аделхайд) от Померания-Щетин († ок. 16 юни 1450), дъщеря на херцог Богислав VIII от Померания (1364 – 1418) и София фон Холщайн-Рендсбург († сл. 1451). Те имат две деца:
- Маргарета († 1474), омъжена за

∞ сл. 11 ноември 1451 г. вер. за херцог Ерих II от Померания-Волгаст († 1474)
- Улрих II (* пр. 1428; † 13 юли 1471), херцог на Мекленбург-Щаргард

∞ между 24 февруари и 15 септември 1454 г. за принцеса Катарина фон Верле († между 21 юли 1475 – 13 януари 1480)
Трети брак: на 4 септември 1452 г. в Дьомиц с принцеса Маргарета фон Брауншвайг-Люнебург (* пр. 1442; † 8 април 1512), дъщеря на херцог Фридрих II фон Брауншвайг-Люнебург и Магдалена фон Бранденбург. Нейната зестра са 8000 гулдена, които той удвоя. Те имат две дъщери:
- Магдалена (1454 – 1532)

∞ 1. 1475 херцог Вартислав X от Померания (1435 – 1478)
∞ 2. 1482 граф Буркхард VII фон Барби-Мюлинген († 1505)
- Анна (1465 – 1498), монахиня в Рибниц